# الانتحار في العراق
الانتحار في العراق هي ظاهرة تغلغلت في السنوات الأخيرة في العراق.

## إحصائيات
وفي عام 2016 سجلت دائرة النجدة 251 حالة انتحار، منها 128 حالة في بغداد وكانت نسبة انتحار النساء أكثر من الرجال.
وفي عام 2019 سجلت مفوضية حقوق الإنسان 725 حالة ومحاولة انتحار في العراق. 21 رجلاً وامرأة لاقوا حتفهم نتيجة الانتحار (9 نساء و12 رجلاً)، فيما تركز العدد الأكبر من الوفيات في محافظة ذي قار، بواقع 9 حالات. وشهدت محافظة كركوك العدد الأكبر في محاولات الانتحار (106)، تلتها بغداد (102). فيما توزعت حالات ومحاولات الانتحار بين الذكور والإناث على التوالي: 346، 379.
وتراوحت طرق الانتحار بين الشنق والغرق واستخدام السلاح الناري والحرق وتناول السّم.
| السنة | عدد حالات الانتحار |
| ----- | ------------------ |
| 2003  | 13                 |
| 2004  | 31                 |
| 2005  | 46                 |
| 2006  | 51                 |
| 2007  | 64                 |
| 2008  | 103                |
| 2009  | 95                 |
| 2010  | 161                |
| 2011  | 253                |
| 2012  | 276                |
| 2013  | 439                |

| السنة | عدد حالات الانتحار |
| ----- | ------------------ |
| 2016  | 383                |
| 2018  | 519                |
| 2019  | 590                |
| 2020  | 375                |

## ضحايا
ظاهرة الانتحار أكثر انتشاراً في صفوف الشباب والفتيات،

## أسباب
الأسباب ترجع إلى الاكتئاب وفقدان الأمل النفسي والصعوبات الاقتصادية والمشاكل العائلية. والبطالة والمخدرات والفشل الدراسي والضغوطات الاجتماعية.